# Škofiče
Škofiče  (nemško: Schiefling am Wörthersee) so dvojezična občina v okraju Celovec-dežela na avstrijskem Koroškem. Po popisu iz leta 2001 pripada okoli 6% prebivalstva Škofič slovenski narodni skupnosti.

## Zemljepisna lega
Škofiče ležijo ob vznožju nizkega hribovja Gure, med Vrbskim jezerom na severu in reko Dravo na jugu. Občina Škofiče vključuje tudi katastrski občini Podjerberk (nemško St. Kathrein) in Holbiče (nemško Techelweg).
V vasi Log (Auen) se območje občine Škofiče dotika južne obale Vrbskega jezera. 

### Naselja v občini
Občina Škofiče zavzema sledečih 14 naselij:
| - Dob (Aich) (106 prebivalcev) - Pinja vas (Albersdorf) (118) - Log (Auen) (293) - Paprače (Farrendorf) (164) - Goriče (Goritschach) (64) - Otož (Ottosch) (15) - Klopce (Penken) (199) | - Ravne (Raunach) (29) - Rove (Roach) (160) - Roda (Roda) (52) - Podjerberk (Sankt Kathrein) (107) - Škofiče (Schiefling) (744) - Holbiče (Techelweg) (106) - Suha (Zauchen) (110) |

## Zgodovina
Škofiče se prvič omenjajo kot Schüfling leta 1256, v listini koroškega vojvode Ulrika III. Spanheimskega. Arheološke najdbe dokazujejo, da je bilo področje Škofič naseljeno že v prazgodovini vse od srednje kamene dobe, na njem pa se je nahajala tudi starorimska utrdba. Po zatonu Rimskega cesarstva v poznem 4. stoletju je bila utrdba preurejena v zgodnjekrščansko cerkev, poimenovano po Sveti Katarini Aleksandrijski. Njeno obeležje, zlomljeno kolo, se nahaja v današnjem grbu Škofič. Poleg tega se v grbu nahaja tudi stilizirana škofovska palica, kar odseva slovensko poimenovanje kraja. 

## Slovenska narodna skupnost
Škofiče spadajo v del Južne Koroške, ki je bil zgodovinsko poseljen s slovenskim prebivalstvom. Občina Škofiče je bila leta 1920 še večinsko slovensko govoreča in je bila vključena v plebiscitno ozemlje, danes pa je del dvojezičnega področja. Po popisu iz leta 2001 se okoli 6% prebivalstva občine izreka za Koroške Slovence. Tabela prikazuje delež slovensko govorečih prebivalcev po uradnih popisih med letoma 1951 in 1991.
| Naselje (slovensko) | Naselje (nemško) | Število prebivalcev 1991 | Odstotek Slovencev 1991 | Odstotek Slovencev 1951 |
| ------------------- | ---------------- | ------------------------ | ----------------------- | ----------------------- |
| Holbiče             | Techelweg        | 97                       | 37.%                    | 51.8%                   |
| Podjerberk          | St. Kathrein     | 95                       | 16.8%                   | 68.2%                   |
| Otož                | Ottosch          | 18                       | 33.3%                   | 100%                    |
| Klopce              | Penken           | 191                      | 9.9%                    | 81.8%                   |
| Paprače             | Farrendorf       | 171                      | 10.5%                   | 55.1%                   |
| Goriče              | Goritschach      | 67                       | 1.5%                    | 13.7%                   |
| Roda                | Roda             | 46                       | 2,2%                    | 18.4%                   |
| Suha                | Zauchen          | 101                      | 1%                      | 7.9%                    |
| Pinja vas           | Albersdorf       | 139                      | 2.9%                    | 8.2%                    |
| Rove                | Roach            | 150                      | 7.3%                    | 38.2%                   |
| Škofiče             | Schiefling       | 590                      | 6.8%                    | 38%                     |
| Log                 | Auen             | 275                      | 1.8%                    | 57.1%                   |

## Grb
Zlata konica na dnu škofiškega grba predstavlja markantni Katarinin hrib, priljubljen od vseh domačinov. Iz njega izhaja stilizirana škofovska palica, ki namiguje na staro slovensko poimenovanje kraja. Pomen besede Škofiče se lahko razlaga kot "Škofovo naselje", s čimer je verjetno mišljen en od brižinskih škofov, ki je imel od 9. stoletja dalje svoj sedež v bližnjem Otoku ob Vrbskem jezeru. Zlomljeno kolo pa je tradicionalni atribut Svete Katarine, zavetnice Katarinine kapele na istoimenskem hribu.
Grb in zastava sta bila občini Škofiče dodeljena 18. junija 1991. Zastava je zeleno-rdeča, z vključenim grbom.

## Kultura in znamenitosti
- Katarinin hrib: prazgodovinske in starorimske arheološke najdbe
- Župnijska cerkev Sv. Mihaela v središču Škofič je baročna cerkev iz zgodnjega 18. stoletja. Že leta 1369 je bila v pisnih virih omenjena tudi cerkev Sv. Florijana, stala pa je verjetno na mestu današnje cerkve.

## Sestrsko mesto
- Romans d'Isonzo, Italija, od leta 2000